# Alexandre Ostrogski
Prince Aleksander Ostrogski (en polonais : Aleksander Ostrogski ; en biélorusse : Аляксандар Астрожскi ; en ukrainien : Олександр Острозький ; en lituanien : Aleksandras Ostrogiškis) (v. 1571–1603) est un noble polono-lituanien.
Il est le fils du voïvode de Troki et hetman Prince Konstanty Wasyl Ostrogski et de Zofia Tarnowska Leliwa (pl), la fille du voïvode de Ruthénie et de Cracovie hetman Jan Tarnowski Leliwa et Zofia Szydłowiecka Odrowąż.
Il est voïvode de Volhynie à partir de 1593 et staroste de Pereïaslav. En 1592, il épouse Anna Kostka Dąbrowa, une catholique romaine.
Aleksander reste le seul fils de Konstanty Wasyl Ostrogski à demeurer orthodoxe. Avec son père, il s'oppose à l'Union de Brest. Il fonde le monastère de la Sainte-Trinité dans le village de Mezhirich. Aleksander est enterré dans l'église de la Théophanie du Seigneur à Ostróg.

## Mariage et descendance
Aleksander épouse en 1592 Anna Kostka Dąbrowa (en), la fille du voïvodie de Sandomir et podskarbi (pl) Jan Kostka Dąbrowa et d'Elżbieta Elenborg z Eilemberku, et eut cinq enfants :
- Sophie Ostrogska (1595–1622), a épousé le voïvode de Ruthénie et de Cracovie, le prince Stanisław Lubomirski Szreniawa (en), mère du marszałek (en) et hetman Jerzy Sebastian Lubomirski Szreniawa ;
- Konstanty Ostrogski (mort en 1618) ;
- Janusz Ostrogski (mort en 1619) ;
- Anna Alojza Ostrogska (en) (1600–1654), a épousé l'hetman Jan Karol Chodkiewicz Kościesza (en) ;
- Katarzyna Ostrogska (1602–1642), a épousé le voïvode de Podolie et de Kijów (Kyiv, ou Kiev) et chancelier Tomasz Zamoyski Jelita (en), grand-mère du roi de Pologne Michel Wiśniowiecki.